# Flickorna kring Affu
Flickorna kring Affu (finska: Tytön huivi) är en finländsk biografisk film från 1951, regisserad av Ville Salminen med Sakari Halonen och Eija Inkeri i huvudrollerna. Filmen handlar liksom föregångaren På livets landsväg om kuplettsångaren J. Alfred Tanners liv.

## Handling
Filmen börjar i det tidiga 1900-talet och J. Alfred Tanner (Sakari Halonen) beger sig på en längre resa, under vilken han umgås med en flicka som låter säga upp gemenskapen, då hon inte vill "sitta på en vandrarpojkes cykel". Vid en tvättstrand träffar Tanner senare en annan flicka, hos vilken han stannar en kortare tid. Under sin fortsatta resa träffar Tanner Milda (Eija Inkeri), åt vilken han köper ett huckle och lovar att bli dräng på gården där Milda bor. En romarflicka vid namn Marketta (Assi Nortia) stjäl dock hucklet från Tanner medan denne sover. När Marketta smiter vaknar Tanner och springer efter henne. Han lyckas få en kyss av flickan och innan hon ger sig av med en båt lovar Marketta att träffa Tanner senare samma kväll.
På kvällen skall Milda värma bastun, men Tanner beger sig ut. Han kommer till romarlägret och får syn på Marketta och hennes fästman Mikko (Ville Salminen). Tanner lyckas återta hucklet och beger sig hem. På gården möts han av Milda och tar avsked av henne. Han beger sig ut på resa igen och träffar en annan flicka. När Tanner ser på henne ser han Mildas ansikte istället för hennes, varför han beger sig tillbaka till Mildas gård. I huset pågår en stor dans och Tanner får syn på Milda i dansen, men just då beger sig hela sällskapet ner till stranden för att fortsätta dansen där. Tanner går fram till Milda, kysser henne och ger henne hucklet. När Tanner och Milda beger sig iväg på Tanners cykel sjunger hela sällskapet Tytön huivi.

## Musik i filmen[1]
Samtliga sånger är skrivna av J. Alfred Tanner
- Kun minä olin pikkuinen poika
- Tytön huivi
- Talkoovalssi
- Kodistansa vieroitettu
- Viuliulei
- Tytöt ja pojat samasta kylästä
- Römperin tanssit
- Rahatta läksin
- Kulkuripoika
- Laulu on iloni ja työni
- Markitta
- Tuli tuli tei
- Kekkerit Mäkelän kanatarhassa
- Nokipojan serenaadi armaallensa
- Tuhatjärvien lumien maa
- Kylien kuljilta

## Medverkande (urval)[2]
- Sakari Halonen - J. Alfred Tanner
- Eija Inkeri - Milda
- Assi Nortia - Marketta
- Toppo Elonperä - Mildas far
- Fanni Halonen - Tanners mor
- Ville Salminen - Mikko